# 1-я Бирачская лёгкая пехотная бригада
1-я Бирачская лёгкая пехотная бригада (серб. Прва бирчанска лака пјешадијска бригада) — воинская часть Армии Республики Сербской, участвовавшая в гражданской войне в Югославии на стороне сербов.

## Структура
Структура бригады менялась с течением войны: в первый год войны в бригаду набирались преимущественно жители Бирача и его окрестностей (сербы по национальности), пригодные к воинскому призыву. Так в 1992 году в бригаде насчитывалось 3600 человек, однако из-за потерь бригада сократилась до 2200 человек к следующему году. В состав бригады входили:
- командование
- 5 пехотных батальонов
- батальон бронетехники (10 танков Т-55 и 18 БТР М60)
- миномётная батарея (6 миномётов калибром 120 мм)
- противотанковый дивизион (пять 90-мм самоходных орудий, шесть 76-мм пушек ЗИС)
- рота разведки
- рота военной полиции
- транспортная рота
- рота логистики
- инженерный взвод
- отдельный артиллерийский батальон (три батареи)

Де-юре бригада называлась легкопехотной, хотя де-факто была пехотной.

## Боевой путь
Основана в первой половине 1992 года на основе Территориальной обороны общины Шековичи. На фронте гражданской войны воевала против 2-го корпуса Армии Республики Боснии и Герцеговины, вступив в первую схватку близ Калесии. Поддерживалась Зворникской и Миличской бригадами. В первый год был убит 201 солдат бригады, 70% убитых погибли вне зоны контроля бригады. Также в бригаде было слабое снабжение и плохая связь со Зворникской бригады, особенно в селе Мемиче.
В 1993 году бригада принимала участие в операции «Церска '93», разгромив при поддержке других воинских подразделений Армии Республики Сербской 28-ю дивизию Армии Республики Боснии и Герцеговины, что позволило солдатам захватить огромное количество оружия и припасов. Во второй половине 1995 года отряды Бирачской бригады вместе с командиром Светозаром Андричем участвовали в обороне западных областей Республики Сербской при поддержке всего Дринского корпуса.